# Visoka Greda
Visoka Greda je naseljeno mjesto u Republici Hrvatskoj u općini Vrbje u Brodsko-posavskoj županiji.

## O naselju
U Visokoj Gredi se nalazi kapela Srca Isusova u sastavu Požeške biskupije i Područna škola Mato Lovrak.

## Zemljopis
Visoka Greda se nalaze na županijskoj cesti Nova Gradiška  – Prvča – Mačkovac. Od Nove Gradiške je udaljena 9 km, susjedna sela su Savski Bok na jugu, Prvča na sjeveru i Gorice na istoku.

## Stanovništvo
Prema popisu stanovništva iz 2011. godine Visoka Greda je imala 217 stanovnika, dok je 2001. godine imala 286 stanovnika od toga 284 Hrvata. 
| broj stanovnika |       |       |       | 68    | 141   | 217   | 226   | 287   | 344   | 352   | 370   | 423   | 293   | 289   | 286   | 217   | 167   |
|                 | 1857. | 1869. | 1880. | 1890. | 1900. | 1910. | 1921. | 1931. | 1948. | 1953. | 1961. | 1971. | 1981. | 1991. | 2001. | 2011. | 2021. |